# Javavårtorm
Javavårtorm (Acrochordus javanicus) är en art i familjen vårtormar, vars utbredningsområde sträcker sig från Indien, genom sydöstra Asien och de indo-australiska öarna ända till Salomonöarna.

## Kännetecken
Javavårtorm är den största ormen inom familjen vårtormar. Den är mycket muskulöst byggd och hanarna blir cirka 1,5 meter i längd, medan honorna kan bli omkring 2,5 meter. Vikten varierar från 3 till 10 kilogram. Honorna som ofta är kraftigare än hanarna väger också vanligen mer än dessa. Kropp är brunaktig med ljusgula sidor och mage. Huvudet är platt och brett, med näsborarna placerade på ovansidan. Ormen har också en kort lättrörlig svans. 

## Levnadssätt
Javavårtormar är som andra vårtormar en vattenlevande orm och födan består av fisk. Den lever i bräckt vatten vid floder och kuster, men simmar ibland korta distanser i havet. Javavårtormen rör sig sällan på land. Dess skinn och kropp är anpassade för smidighet i vattnet, och dess förmåga att förflytta sig på land är begränsad.
Javavårtormen är nattaktiv och gömmer sig vanligen under dagtid, men ibland söker den föda både dag och natt. Ormen fångar sitt byte med tänderna och håller kvar det med hela kroppen och dess fjäll hjälper den att behålla ett säkert grepp. På grund av att dess skinn är så löst och pösigt syns det inte lika tydligt på elefantsnabelormen när den har ätit som det gör på många andra ormar. För det mesta håller sig ormen under vattenytan, förutom när den måste andas, vilket den behöver göra med cirka 40 minuters mellanrum. Honorna lägger cirka 20 till 30 ägg.
Man vet inte mycket om dess livslängd, men ett infångat exemplar levde i fem år och åtta månader. Maxlivslängden kan dock vara avsevärt underskattad. 

## Förhållande till människan
Ormen är inte giftig, men ganska lättretlig. Dess tänder bryts lätt av och kan lämnas kvar i såret om ormen biter.

### Hot
Javavårtormen blir allt mer sällsynt och en anledning till detta är att de jagas för sitt skinn som används till att göra läder.